# 横浜市立新鶴見小学校
横浜市立新鶴見小学校（よこはましりつ しんつるみしょうがっこう）は、神奈川県横浜市鶴見区江ケ崎町に所在する公立小学校。

## 沿革
出典
- 1995年（平成7年）4月  - 横浜市立新鶴見小学校として開校。
- 2004年（平成16年） - 創立10年記念式典挙行。
- 2001年（平成13年）5月 - はまっこふれあいスクール開設に伴い図書室を改造。
- 2015年（平成27年） - 創立20年記念式典挙行。

## 通学区域・進学先中学校
- 横浜市鶴見区[2]
  - 江ケ崎町（16番11号から16番18号を除く）
  - 矢向一丁目

中学校区は、横浜市立矢向中学校である。

## 関連頂目
- 神奈川県小学校一覧